# HD 183589
Désignations
HD 183589 est une supergéante orange de magnitude 6,1 située dans la constellation de l'Aigle. Elle se trouve à environ 1 664 années-lumière de la Terre.

## Observation
C'est une étoile située dans l'hémisphère nord céleste, mais très proche de l'équateur céleste. Cela signifie qu'elle peut-être observée sans aucune difficulté depuis toutes les régions habitées de la Terre et qu'elle n'est invisible que dans les zones intérieures de l'Antarctique. Dans l'hémisphère nord, cependant, il n'apparaît circumpolaire que bien au-delà du cercle arctique. Sa magnitude de 6,1 la place à la limite de la visibilité à l'œil nu, donc pour être observé sans l'aide d'instruments, il faut un ciel clair et éventuellement sans la Lune.
Le meilleur moment pour l'observer dans le ciel du soir se situe entre fin juin et novembre. Dans les deux hémisphères, la période de visibilité reste à peu près la même, grâce à la position de l'étoile non loin de l'équateur céleste.

## Caractéristiques
L'étoile est une supergéante orange. Elle a une magnitude absolue de -2,44 et sa vitesse radiale indique que l'étoile se rapproche du Système solaire.